# Э (восьмая буква дезеретского алфавита)
𐐇, 𐐯 (э, англ. a или краткая э, англ. short a; в Юникоде называется краткая э, англ. short e) — восьмая буква дезеретского алфавита, использовавшегося для записи английского языка Церковью Иисуса Христа Святых последних дней в 1854—1875 годах.

## Использование
Обозначала краткий звук [ɛ], который в традиционной английской орфографии может записываться как e, ea, a или ai; впрочем, во многих современных диалектах он не различается с [ei] (𐐩) и [æ] (𐐰) в позиции перед r. Данная буква также обозначала [ə] внутри слова в безударном слоге, оканчивающимся на r или другой согласный (изредка — на m или n, так как перед ними обычно использовалась 𐐲). В варианте английского фонотипического алфавита Эллиса и Питмана 1847 года, на котором был основан дезеретский алфавит, данной букве соответствовала E e. Так как внешний вид буквы идентичен перевёрнутой 𐐲, в печатном шрифте 1859—1860 годов для них использовалась одна литера.
В романизации ALA-LC для дезеретского письма, принятой в 2016 году, эта буква передаётся как E e.

## Кодировка
Буква была впервые предложена для внесения в Юникод Джоном Х. Дженкинсом 8 ноября 1996 года, её заглавную и строчную формы предлагалось закодировать за пределами Основной многоязычной плоскости (BMP) на неопределённых кодовых позициях U+xxx07 и U+xxx37. 5—6 декабря заявка была одобрена Техническим комитетом Юникода (UTC). 20 января 1997 года была подана заявка в WG2, которая была принята 20—24 января.
16 октября 1998 Майкл Эверсон предложил изменить порядок символов при кодировке дезеретского алфавита, разместив строчные буквы непосредственно после соответствующих заглавных, заглавное и строчное начертания данной буквы он поставил на кодовые позиции U+1100E и U+1100F соответственно. 23 января 1999 он пересмотрел своё решение и предложил закодировать символы в том же порядке, который ранее предложил Дженкинс, но сдвинув строчные буквы на 8 кодовых позиций назад, что позволило бы сэкономить один столбец из 16 кодовых позиций; для заглавной и строчной форм данной буквы он на сей раз предложил кодовые позиции U+11107 и U+1112F.
Заглавная и строчная формы буквы были включены в Юникод в версии 3.1, вышедшей в марте 2001 года, под шестнадцатеричными кодами U+10407 и U+1042F соответственно, они входят в блок «Дезеретское письмо» (англ. Deseret).
12 апреля 1997 года Джон Х. Дженкинс подал заявку на включение дезеретского алфавита в ConScript Unicode Registry, заглавную и строчную формы данной буквы предлагалось разместить в области для частного использования на кодовых позициях U+E837 и U+E867 соответственно. В том же году данная буква была включена в CSUR, а после внесения дезеретского алфавита в Юникод в 2001 году — исключена.
В 2002 году Кеннет Р. Бизли разработал LAΤΕΧ-совместимый шрифт desalph на METAFONT, заглавная и строчная формы буквы в нём вызываются командами \daucshorte и \dalcshorte соответственно, или, более коротко, \uc{E} и E (только внутри команды \textda{}).